# Telefontornet

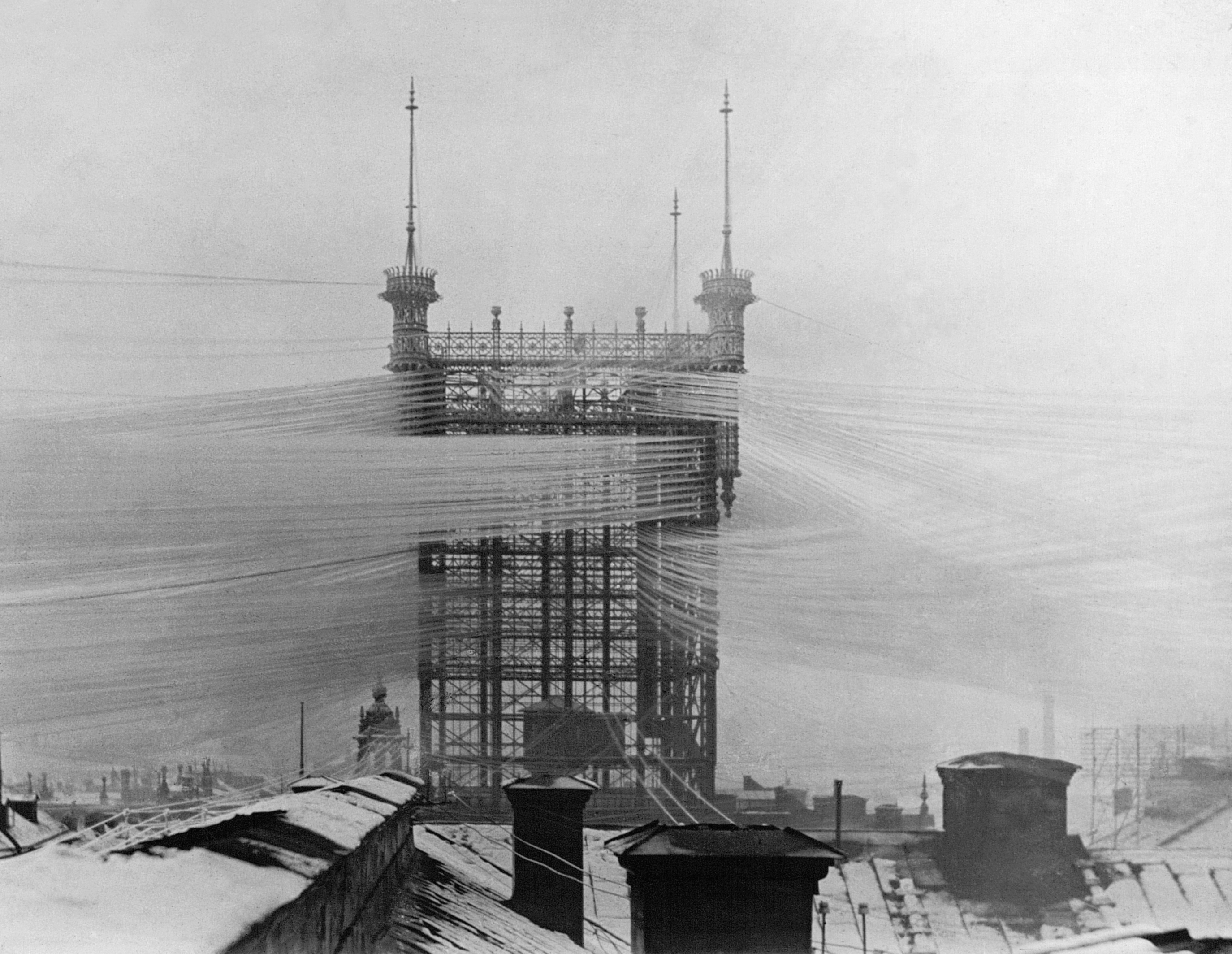
Telefontornet omkring 1890.

Telefontornet var ett fackverkstorn i stål på taket på Allmänna Telefonaktiebolagets hus vid Malmskillnadsgatan 30 i Stockholm, uppfört 1887 och rivet 1953. Tornet byggdes för att bära upp telefonledningar till Stockholms telefonabonnenter och var cirka 45 meter högt. Stommen, som byggdes av Motala Verkstad, var den första i Sverige med sammannitade stålbalkar.

## Historik

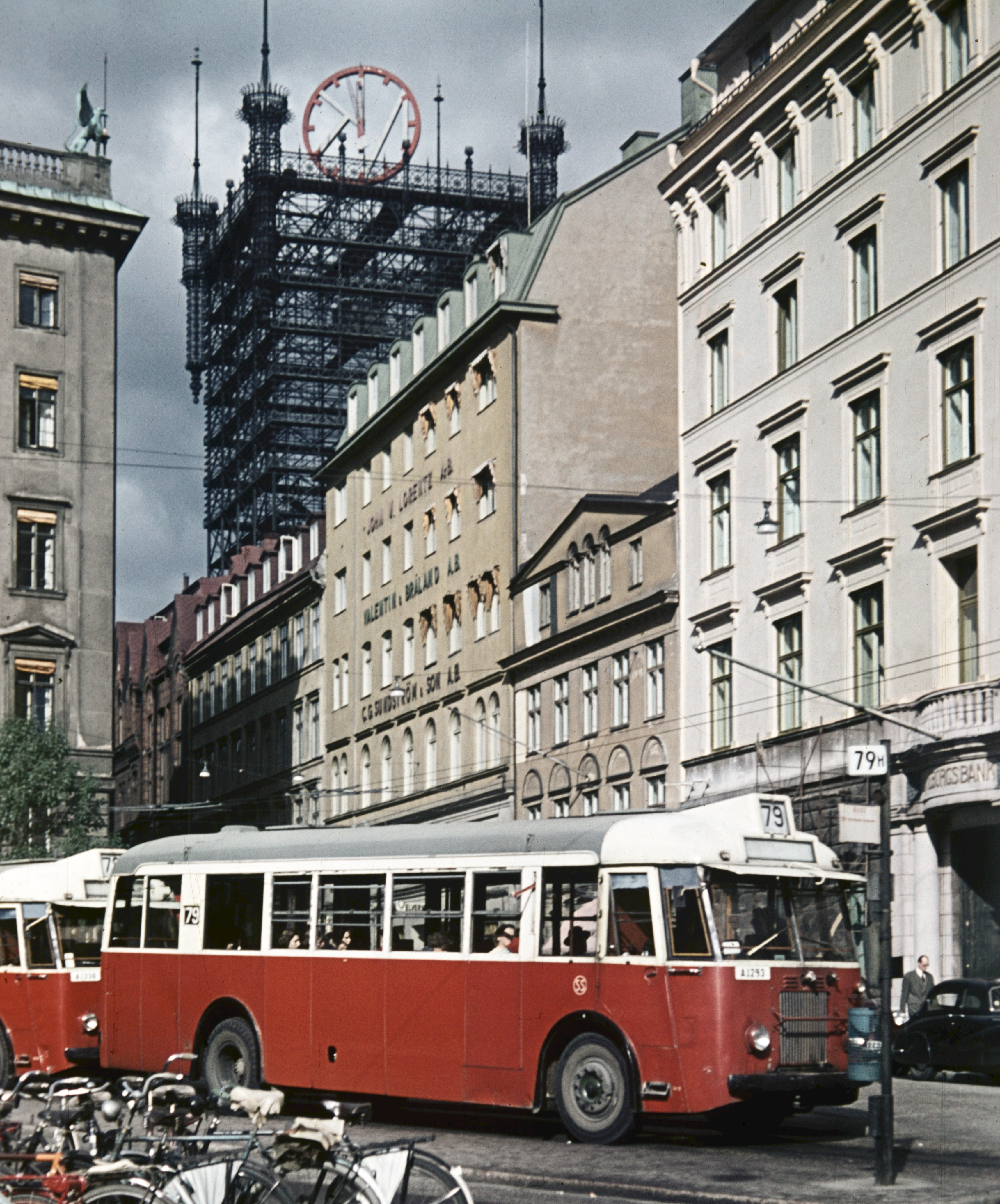
Brunkebergstorg, Telefontornet 1952.

Telefontornet invigdes 1887 och hade beställts av Stockholms Allmänna Telefon AB (SAT), då hade Stockholm 5 500 telefonapparater och ledningar på 5 000 kilometer, i regel utförda med blanktråd över hustaken. Vid invigningen utgick 4 000 telefontrådar från tornet över centrala Stockholm. Från början var det tänkt att telefontornet skulle vara 80 meter högt i järn, men problem med myndighetsbeslut ledde till att man istället uppförde fyra stativ, liknande dem man tidigare uppfört på olika håll i staden, fast här i större dimensioner. 
Ganska snart tyckte allmänheten och pressen att tornet var fult och att det behövdes en utsmyckning. Man utlyste då en pristävlan om tornets utsmyckning. Tävlingen vanns av J. Zetterstedt som var tjänsteman vid bolaget. Förslaget omarbetades i väsentlig grad av arkitekten Fritz Eckert omkring 1890 och därmed fick tornet de fyra hörntornen med vimpelstänger. Vid alla stora evenemang i staden flaggades det där. Även vid bolagets understationer på  Svartmangatan 6 och Hornsgatan 9 fanns mindre telefontorn.
Redan i början av 1890-talet började trådarna sammanföras i kablar under jorden. Omkring 1913 var ombyggnaden genomförd och telefontornet miste sin funktion även om enstaka ledningar fanns kvar.

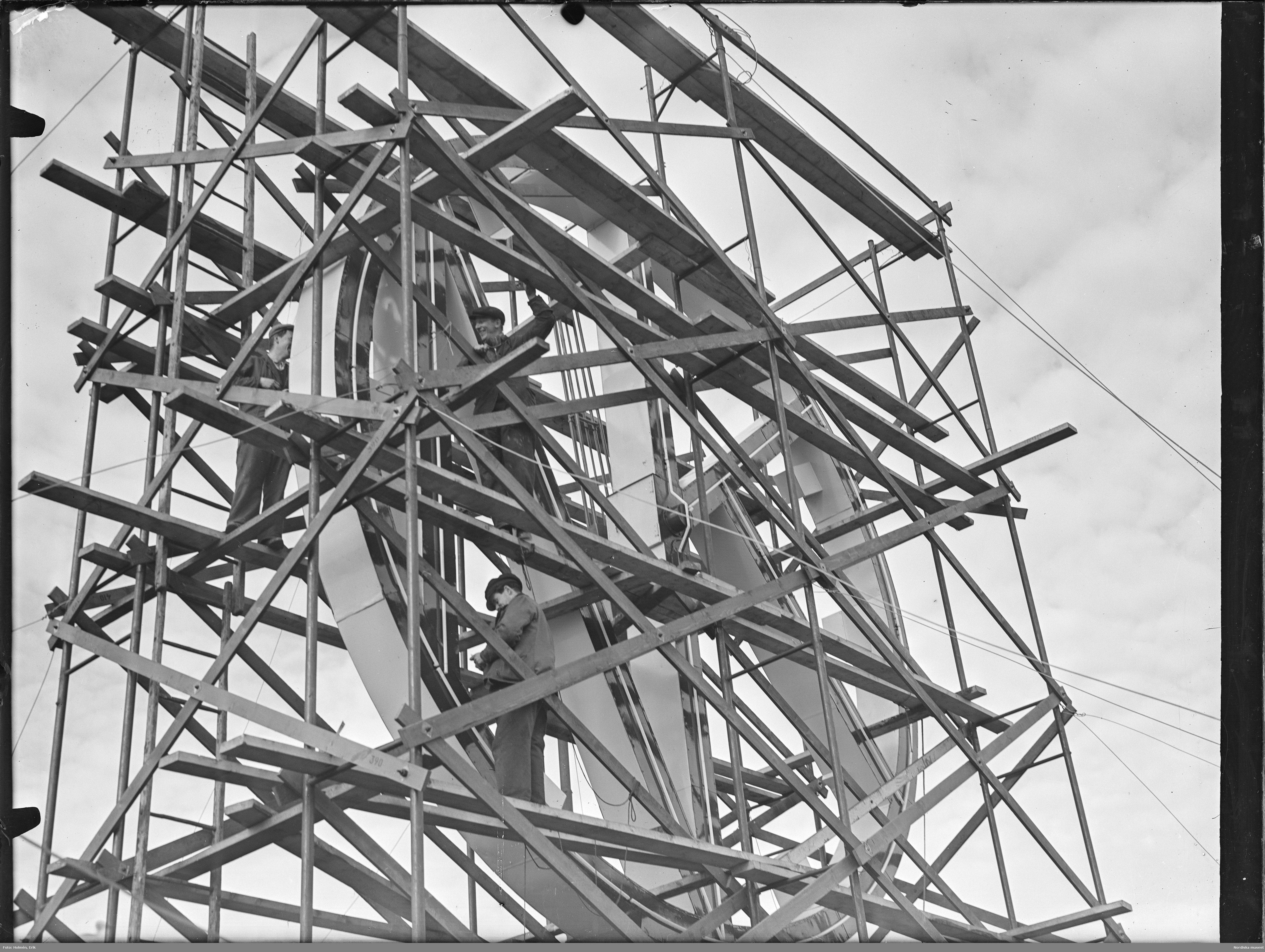
Montering av NK-klockan 1939.

År 1939 monterades en roterande klocka på tornet, den så kallade NK-klockan. Urtavlan har en diameter av 7,6 meter och var då Europas största. NK-klockan tillverkades 1939 av “Ingenjörsfirman Teknik ASEA” under medverkan av Ruben Morne. Hela anordningen väger sju ton. Uret var en reklamskylt för NK och NK-klockan blev ett populärt inslag i stadsbilden. Uret monterades ner 1953 men monterades upp igen inom ett år på dess nuvarande plats på varuhuset NK:s tak.
Onsdagen den 23 juli 1952 utbröt en eldsvåda i Televerkets Radiolaboratorium som var inrymt under tornet, varvid tornet och den övriga byggnaden skadades svårt. 1953 revs tornet då risken för att det skulle störta samman var för stor. Men tornet skulle ha rivits ändå, eftersom Norrmalmsregleringen hade kommit igång och kvarteren runt Norra Smedjegatan började rivas 1967.